# مقاطعة بيري (أوهايو)
مقاطعة بيري (بالإنجليزية: Perry County)‏ هي إحدى مقاطعات ولاية أوهايو في الولايات المتحدة الأمريكية.